# 海沃龍區

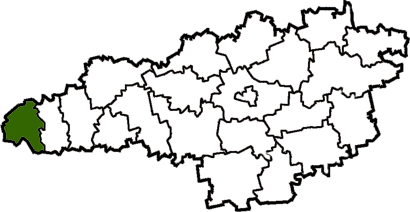
海沃龍區在基洛夫格勒州的位置

海沃龍區（烏克蘭語：Гайворонський район）是位於烏克蘭中部基洛夫格勒州的舊區，行政中心設於海沃龍，並於2020年被撤銷。該區面積700平方公里，2013年人口39,165，人口密度每平方公里55.95人。
该区在2020年乌克兰行政区划改革后撤销，其区域并入霍洛瓦尼夫斯克区。